# أنسوماني ماني
أنسوماني ماني (بالبرتغالية: Ansumane Mané‏) (و. 1940 – 2000 م) هو سياسي من غينيا بيساو.